# Соломенцев, Юрий Михайлович
Ю́рий Миха́йлович Соло́менцев (25 июня 1939, Ленинград — 15 сентября 2018, Москва) — советский и российский учёный в области автоматизации. Доктор технических наук (1974), профессор (1976), член-корреспондент Академии наук СССР с 23 декабря 1987 года.

## Биография
Сын государственного и партийного деятеля, дважды Героя Социалистического Труда М. С. Соломенцева. Окончил Челябинский политехнический институт (1961) по специальности «Технология машиностроения, металлорежущие станки и инструменты» и аспирантуру Московского станкоинструментального института в 1965 году с защитой кандидатской диссертации «Исследование возможности переналадки гидрокопировального полуавтомата 1722 на заданную точность различных типо-размеров обрабатываемых деталей» в том же году (досрочно) по техническим наукам.
С 1965 по 1967 год — старший преподаватель кафедры технологии машиностроения Ростовского-на-Дону института сельскохозяйственного машиностроения. С 1967 года работал доцентом, старшим научным сотрудником кафедры технологии машиностроения в Московском станкоинструментальном институте.
В 1974 году защитил докторскую диссертацию «Технологические основы оптимизации процесса обработки деталей на станках». В 1976 г. ему присвоено звание профессора.

Семейное захоронение Соломенцевых на Новодевичьем кладбище

В 1974—2007 годах — ректор, с 2008 года — президент Московского государственного технологического университета (МГТУ) «Станкин», заведовал кафедрой информационных технологий и вычислительных систем. Также был директором Института конструкторско-технологической информатики РАН. Член бюро Отделения нанотехнологий и информационных технологий РАН, секции Совета по присуждению премий Правительства РФ в области науки и техники, президиума Совета ректоров вузов г. Москвы и Московской области, редколлегий журналов «Информационные технологии и вычислительные системы» РАН и «Мехатроника. Автоматизация. Управление», председатель редколлегии секции издательства «Высшая школа». Под его научным руководством подготовлено 25 докторов и 56 кандидатов наук.
Урна с прахом захоронена на Новодевичьем кладбище рядом с отцом, матерью и бабушкой.

##### Семья
- Сын: Михаил — госслужащий, с 2019 года — первый заместитель Постоянного Представителя Республики Крым при Президенте Российской Федерации[2].

- Дочь: Ксения — работает в банковской сфере.

- Внучка: Анастасия — работает в МГИМО.

## Научная деятельность
Специалист в области конструкторско-технологической информатики и создания интегрированных машиностроительных производств. Среди исследовательских интересов Ю. М. Соломенцева: создание программно-информационных комплексов поддержки жизненного цикла наукоемких изделий, исследование механизмов создания и развития интегрированных машиностроительных производств и технологических сред.

## Награды, премии, почётные звания
- Лауреат Ленинской премии (1972), Государственной премии СССР (1986), премий Правительства Российской Федерации в области образования (2001)[3] и в области науки и техники (2003)[4]
- Награждён орденами Трудового Красного Знамени (1981), Октябрьской Революции (1986), медалью «В память 850-летия Москвы», медалью Георгия Димитрова (Болгария) и др.
- Почётный доктор МГТУ «Станкин», почётный доктор Хемницкого технического университета (Германия), заслуженный деятель науки Российской Федерации (1999)[5], почётный работник высшего образования Российской Федерации.